# Krach im Hinterhaus (1949)
Krach im Hinterhaus ist ein deutsches Filmlustspiel aus dem Jahre 1949 von Erich Kobler. Die Hauptrollen in diesem Ensemblefilm spielen Paul Dahlke, Ursula Herking, Fita Benkhoff und Bruni Löbel. Die Geschichte basiert auf dem gleichnamigen Volksstück (1934) von Maximilian Böttcher, das erstmals 1935 mit Henny Porten verfilmt wurde.

## Handlung
Es herrscht Krach im Hinterhaus eines Berliner Mehrparteienhauses, in dem sich die Mieter das Leben gegenseitig schwer machen und der neugierige Hausverwalter August Krüger für Recht und Ordnung zu sorgen hat. Hauptthema unter den streitsüchtigen Bewohnern ist derzeit das in der frühen Nachkriegszeit ungemein wichtige Thema „Kohlenklau“. Aus dem Kohlenkeller werden nämlich immer mal wieder Briketts entwendet. Leidtragender ist der Oberpostschaffner Hermann Schulze. Krüger lenkt unter der Hand den Verdacht auf die Wäscherin Bock, eine anständige und grundehrliche Witwe, die mit ihrer Tochter Ilse zusammenwohnt. Die Plätterin ist über die ungeheure Verdächtigung sehr erbost und unternimmt nun ihrerseits einiges, um dem Langfinger auf die Spur zu kommen. Sie positioniert Briketts mit Feuerwerkskörpern in Schulzes Kohlenkeller, sodass jeder, der mit dessen Kohle heizt, eine explosive Überraschung erleben wird.
Prompt rumst es gewaltig im Haus … und zwar ausgerechnet im Ofen des doppelzüngigen, denunziatorischen August Krüger. Der aber bestreitet, jemals lange Finger gemacht zu haben. Es kommt zu einer Gerichtsverhandlung, in der Krügers Schuld eindeutig bewiesen wird. Rechtsanwalt Dr. Horn hat Frau Bock derart gut vertreten, dass Töchterchen Ilse sich anschließend mit ihm verlobt. Auch zwischen dem Bäckermeister Gustav Kluge, einem weiteren Mietshausbewohner, und Schulzes Tochter Paula kommt es zu einem Happyend. Neben diesem Haupthandlungsstrang gibt es auch diverse Nebenhandlungsstränge, etwa um die junge Edeltraut, die als weiteres Opfer der haltlosen Verdächtigungen August Krügers, vor Gericht maßgeblich zur Aufklärung des Brikettdiebstahl-Falls beitragen kann.

## Produktionsnotizen
Krach im Hinterhaus entstand im Frühjahr 1949 im Behelfsatelier in Tegernsee sowie in Berlin (Außenaufnahmen), passierte die alliierte Militärzensur im Juni desselben Jahres und wurde am 4. Juli 1949 in Berlin uraufgeführt.
Ernst H. Albrecht gestaltete die von Theo Zwierski ausgeführten Filmbauten, Hans Lehmann war Produktionsleiter. Ilse Dubois entwarf hier erstmals eigenständig die Kostüme für einen Film.

## Kritiken
„Verweise auf die Nachkriegszeit finden sich im Remake nicht, … dafür deutlich mehr Zitate aus der Vorlage von Maximilian Böttcher.“

„Übermütige Komödie mit viel Situationskomik, die trotz einiger Längen und Geschmacklosigkeiten für Unterhaltung sorgt.“